# Vicodin
Vicodin est le nom commercial d'un médicament analgésique des Laboratoires Abbott qui contient du paracétamol et de l'hydrocodone.
Il est distribué dans certains pays sous forme de comprimés avec les noms Vicodin, Vicodin ES ou Vicodin HP imprimé sur un côté. 
De nombreux analgésiques avec la même composition chimique existent sous d'autres noms commerciaux tels Anexsia, Anolor DH5, Bancap HC, Dolacet, Hydro, Lorcet, Lortab, Norco, T-Gesic et Vadunk. 
La combinaison de bitartrate d'hydrocodone et de paracétamol est aussi disponible sous forme de médicament générique. L'association de paracétamol et d'hydrocodone crée une synergie d'action qui renforce l'effet analgésique du médicament et permet ainsi le soulagement de la douleur. Le paracétamol décourage aussi l'abus de la substance puisque les doses nécessaires à un usage récréatif impliquent des quantités toxiques de paracétamol. On considère l'hydrocodone orale moins puissante que la morphine orale équivalente (près de 15 mg d'hydrocodone pour correspondre à 10 mg de morphine), bien que l'effet varie d'un patient à l'autre.

## Composition
Il existe trois formes du médicament :
- Vicodin[2] qui contient 500 mg de paracétamol et 5 mg d'hydrocodone. Le dosage standard est de 1 à 2 comprimés selon le besoin avec un maximum de 8 comprimés par jour.
- Vicodin ES[3] qui contient 750 mg de paracétamol et 7,5 mg d'hydrocodone. Le dosage standard est d'un seul comprimé à prendre selon l'apparition de la douleur, avec un maximum de 5 comprimés par jour.
- Vicodin HP[4] qui contient 660 mg de paracétamol et 10 mg d'hydrocodone. Le dosage standard est d'un seul comprimé à prendre selon l'apparition de la douleur, avec un maximum de 6 comprimés par jour.

Suivant le tableau clinique de prise de paracétamol, chaque unité de prise doit être espacée de 4 heures au minimum et la dose journalière de paracétamol ne peut excéder 3  à   4 grammes par jour au risque d'une intoxication hépatique importante et irréversible.
Les excipients contenus dans le Vicodin sont : dioxyde de silicium colloïdal, amidon, croscarmellose de sodium, phosphate de calcium, stéarate de magnésium, cellulose microcristalline, povidone iodée et acide stéarique.

## Destination et particularité du médicament
La Vicodin est destiné aux douleurs modérées à intenses qui ne répondent pas à l'usage des antalgiques de palier 1 (l'aspirine, le paracétamol et les AINS). Pour comparaison, l'hydrocodone peut être perçu comme un antalgique de palier 2, c'est-à-dire analogue à ses cousins chimiques tels que la codéine, la dihydrocodéine, le dextropropoxyphène et le tramadol. En termes de puissance on estime l'hydrocodone plus puissant que la dihydrocodéine, elle-même deux fois plus forte que la codéine. Cette hiérarchisation est à l'origine d'un classement de l'Organisation mondiale de la santé qui, dans le cadre du traitement des douleurs cancéreuses, a instauré un classement en trois paliers regroupant chacun des antalgiques par puissance d'action, de la plus faible (palier 1 avec l'aspirine par exemple) à des molécules bien plus puissantes comme l'oxycodone (palier 3).
La formule de la Vicodin n'est pas commercialisée en France et c'est la dihydrocodéine, morphinique mineur commercialisé sous la marque Dicodin, qui lui est préférée en composant unique et dans des conditions strictes de délivrance et d'accès. Les deux molécules ont des formules et des dosages équivalents totalement différents mais leurs propriétés antalgiques aux doses indiquées ainsi que leur absence d'effet secondaire concernant les sensations désagréables relatives à la codéine sont comparables (absence aux doses indiquées de réaction de type histaminique avec démangeaison, éruption cutanée et bouffissure du visage). Moins significativement, la forme hémihydrate du sel de codéine phosphate est cependant favorisée dans les formules prévoyant un dosage opiacé relativement fort et toujours en association avec le paracétamol (50/600 mg pour le Kliplal Codéine par exemple). À noter que le Dicodin fait exception car sans association et dont les effets histaminiques sont moindres. 
L'hydrocodone du Vicodin (aussi appelée dihydrocodéinone et pouvant prêter à confusion avec la dihydrocodéine du Dicodin) présente cependant le profil des opiacés majeurs avec un risque de dépendance et de létalité identique, bien que sa forme et la fraction de son conditionnement limitent les abus. Ces risques sont moindres avec la codéine (et, de manière moins référencée, avec la dihydrocodéine) mais ne sont toutefois pas absents. L'usager a besoin d'une augmentation fréquente des doses pour garder un niveau d'analgésie constant suivant le phénomène d'assuétude et d'accoutumance des opiacés, ce qui ne diffère donc pas des inconvénients de la morphine. Ce phénomène a l'avantage de ne pas être aussi marqué avec la codéine.
Le rapport bénéfice/risque, qui n'apporte pas d'atout ni de sécurité accrue par rapport à l'utilisation de codéine à des doses antalgiques qualitativement équivalentes (correspondance morphinique substitutive stricte : 7,5 mg à 10 mg de bitartrate d'hydrocodone pour 50 mg de phosphate hémihydrate de codéine et 60 mg de tartrate de dihydrocodéine pour une libération gastrique identique), n'a pas justifié l'autorisation du médicament dans la majorité des pays européens.

## Mentions dans la culture populaire
- Dans la série télévisée Dr House, le personnage du docteur Gregory House est un consommateur régulier de Vicodin. Son addiction au médicament est un élément récurrent de l'intrigue.
- Dans la série This Is Us, Kevin Pearson devient dépendant au Vicodin à la suite d'une blessure au genou.
- Le rappeur Eminem a admis avoir été dépendant au Vicodin pendant plusieurs années[5]. Il évoque ce médicament dans certaines de ses chansons, notamment Under The Influence, Déjà Vu ou Walk on Water.
- Jackie, personnage principal de la série Nurse Jackie, est dépendante au Vicodin.
- Ce produit est mentionné à de nombreuses reprises dans les romans fantastiques et d'horreur de Stephen King qui était lui-même dépendant au Vicodin dans le passé.
- Est cité dans les premières pages du roman américain La méthode Schopenhauer de Irvin D. Yalom comme « le médicament par excellence du médecin toxicomane ».
- Le médicament est très souvent cité dans la série Six Feet Under tout comme dans la série Urgences.
- Hank Moody dans la série Californication pendant l'épisode 1 de la saison 2 consomme de la Vicodin, traduit en français sous le nom de « narcotique ».
- Le groupe de rock Queens of the Stone Age la mentionne dans le refrain de Feel Good Hit Of The Summer, sur l'album Rated R.
- Le groupe de métal Dope la mentionne dans le refrain de Addiction (Feat Zakk Wylde) sur l'album No Regrets.
- Le rappeur Kendrick Lamar la mentionne dans ADHD, sur l'album Section 80.
- Daniel Meade de la série Ugly Betty, devient temporairement dépendant à ce médicament qu'il se procure illégalement.
- Les acteurs de la série Entourage consomment régulièrement de la Vicodin (entre autres).
- Le personnage Charlie Harper dans Mon oncle Charlie bénit le Vicodin dans un des épisodes avec le message suivant : « GOD BLESS VICODIN » (« DIEU BÉNISSE LE VICODIN »).
- Ben Affleck en consomme dans Daredevil, en effet il prend un comprimé tout droit sorti d'une boîte où il est écrit « Vicodin » après sa douche.
- Dans Sons of Anarchy saison 3 épisode 4, ce médicament est cité comme anti-douleur.
- L'épisode 1054 d'xkcd, bande dessinée en ligne, mentionne la dihydrocodéïne enol acétate et faisant référence au Vicodin.
- Shane, dans la série The Shield (S04E10) cite la Vicodin pour rassurer Army qui a peur de rater le détecteur de mensonge.
- Vinnie Paz dans la chanson Cheesesteak y fait référence
- Dans le premier épisode de la saison 12 des Griffin, Stewie propose à Brian de prendre de la Vicodin lorsqu'ils sont tous les deux en montgolfière.
- Dans l'épisode 10 de la saison 4 de Shameless, le dealer de Frank lui fournit de la Vicodin tandis que ce dernier attend une greffe de foie.
- Dans l'épisode 10 de la saison 2 d'Hemlock Grove, Destiny donne de la Vicodin à Miranda pour qu'elle arrive à se calmer.
- En 2014, dans son procès contre les héritiers de Marvin Gaye, qui l'accusent d'avoir plagié la chanson Got to Give It Up lors de la composition de la chanson Blurred Lines, Robin Thicke assure qu'il était sous l'effet de l'alcool et de la Vicodin à ce moment-là et que c'est Pharrell Williams qui avait le rythme et qui a écrit quasiment toute la chanson[6].
- Dans le film Maps to the Stars de David Cronenberg (2014), l'actrice principale mentionne qu'elle a congédié sa domestique parce qu'elle avait volé de l'argent et de la Vicodin.
- Le vétérinaire propose à Mike de prendre des cachets de ce médicament dans le 6e épisode de la première saison de Better Call Saul.
- Dans le film Seul sur Mars de Ridley Scott (2015), le personnage principal, Mark, brise une capsule de Vicodin et en utilise la poudre pour en napper ses pommes de terre, « étant à court de Ketchup ».
- Dans le roman Le chardonneret de Donna Tartt (2013), le père du personnage principal en utilise régulièrement pour accompagner son addiction à l'alcool.
- Dans la série télévisée Devious Maids (saison 4, épisode 10.), Genevieve Delatour mentionne que son esthéticienne offre de la Vicodin.
- Dans la série télévisée "The Affair" Saison 3, Noah après avoir été poignardé, ne peut se passer de Vicodin.
- Le rappeur Lil Xan a fait une chanson intitulée « Vincodin », entièrement dédiée au médicament qu'il utilise à des fins récréatives.
- Le rappeur Juice WRLD fait mention de ce médicament dans le titre Already Dead de son album posthume, Fighting Demons.
- Dans la série d'animation Les Simpsons saisons 27 épisode 02, Homer trouve du Vincodin dans l'armoire à médicaments de la maman de Marge.
- Mentionné par le rappeur Lary Kidd sur Éloge de l'ignorance.
- Dans la série How To Get Away With Murder, Annalise Keating utilise de la Vicodin comme anti-douleur lors de sa guérison après s'être fait tirer dessus, ce qui lui provoque notamment des hallucinations .
- L’acteur Matthiew Perry a fait mention de son addiction au  Vicodin pendant de nombreuses années dans son autobiographie « Friends, Lovers, and the Big Terrible Thing », admettant en avoir consommé jusqu’à 55 comprimés par jour.